# Alexander Zaïd
Alexander Zaïd (ur. 1886 w Zimie; zm. 11 lipca 1938 w Allonim) – rosyjski aktywista pochodzenia żydowskiego, członek ruchu syjonistycznego. Jeden z założycieli żydowskich organizacji samoobrony Bar Giora, a następnie Ha-Szomer.

## Życiorys

### Dzieciństwo i młodość
Alexander urodził się w 1886 roku w miejscowości Zima na Syberii w Imperium Rosyjskim (obecnie terytorium Rosji). Urodził się w rodzinie żydowskiej. Jego ojciec pochodził z Wilna i został zesłany na Syberię za działalność rewolucyjną. W 1889 roku jego rodzina przeniosła się do Irkucka. Młody Alexander otrzymał tradycyjne żydowskie wykształcenie w chederze, a następnie uczył się w szkole rolniczej. Jego ojciec ożenił się po raz drugi z kobietą o imieniu Frieda. W 1901 roku rodzina powróciła do Wilna (obecnie terytorium Litwy). Dwa lata później jego ojciec zmarł. Alexander miał wówczas 15. lat i został zmuszony do podjęcia pracy, aby wesprzeć budżet domowy. Zarządzał rodzinną odlewnią. Gdy w 1903 roku doszło do pogromu w Kiszyniowie, Alexander dołączył do grupy samoobrony organizującej ochronę Żydów w Wilnie. Spotkał wówczas Michaela Halperna, dzięki któremu stał się syjonistą i bardzo szybko zapragnął wyjechania do Ziemi Izraela.

### Działalność w Palestynie
W 1904 roku Zaïd wyemigrował w Palestyny, będącej wówczas częścią Imperium Osmańskiego. Początkowo zamieszkał w Jafie, a następnie pracował w winnicy kolonii Riszon le-Cijjon. Jego dodatkowym zajęciem było pełnienie nocnych wart pilnując winnicy przed arabskimi złodziejami. Pewnego razu Zaïd zasnął w nocy, a jego broń ukradli złodzieje. Następnym razem, przy próbie kradzieży został ciężko zraniony przez złodziei w głowę. Do końca życia cierpiał na bolesny uraz głowy. Wyjechał wówczas do moszawu Ben Szemen, gdzie zatrudnił się jako robotnik budowlany. Potem pracował jako kamieniarz w Jerozolimie. Spotkał tam Jehezkela Hankina, z którym dyskutował na temat konieczności utworzenia organizacji samoobrony, która zajęłaby się ochroną żydowskich kolonii, upraw rolniczych i zakładów produkcyjnych. W 1907 roku odbyło się tajne spotkanie Zaïda i siedmiu innych osób (Israel Shochat, Jicchak Ben Cewi, Mendel Portugali, Israel Giladi, Jehezkel Hankin, Jehezkel Nissanow i Mosze Giwoni), podczas którego utworzono organizację samoobrony Bar Giora. Dwa lata później, w 1909 roku był współzałożycielem organizacji samoobrony Ha-Szomer, która stała się pierwszą organizacją paramilitarną chroniącą żydowskie kolonie przed napaściami Arabów. Jej siedzibą była kolonia Szajara w Dolnej Galilei. Zaïd odpowiadał za organizowanie dyżurów strażników i wysyłano go w miejsca, gdzie pojawiały się problemy. Między innymi zabezpieczał pola uprawne osad Jawne’el i Kefar Tawor, oraz pomógł mieszkańcom Hadery chroniąc ich przed powtarzającymi się napaściami Beduinów i Czerkiesów. W tym czasie Zaïd ożenił. W 1916 roku wraz z przyjaciółmi założył kibuc Kefar Giladi w Górnej Galilei. Bardzo szybko kibuc przekształcił się w główną bazę Ha-Szomer. Odizolowana górska okolica sprzyjała prowadzeniu działalności konspiracyjnej. Zaïd mieszkał z rodziną w sąsiednim Tel Chaj. Z czasem grupa strażników z Kfar Giladi odmówiła podporządkowaniu się rozkazom dowódców Ha-Szomer, co stało się przyczyną poważnego kryzysu wewnętrznego. W rezultacie w społeczności żydowskiej w Palestynie coraz większe wpływy zaczęły zyskiwać organizacja paramilitarna Hagana, która posiadała silne oparcie polityczne w osobie Dawida Ben Guriona. W 1926 roku Zaïd podporządkował się Haganie. Wraz z żoną oraz czworgiem dzieci opuścił kibuc Kfar Giladi i zamieszkał w Dolinie Jezreel. Żydowski Fundusz Narodowy przyznał mu ziemię, na której założył farmę rolniczą (współczesny moszaw Bet Zajid). W 1936 roku przypadkowo odkrył w pobliżu swojej farmy pozostałości archeologiczne. Zwrócił się o pomoc do Icchaka Ben-Zwi i Benjamina Mazar z Uniwersytetu Hebrajskiego. Dalsze badania doprowadziły do odkrycia wejścia do jaskini ze starożytną nekropolią w Bet Sze’arim.
Podczas arabskiego powstania w Palestynie (1936–1939) Zaïd był dwukrotnie zaatakowany przez swoich arabskich sąsiadów. W dniu 11 lipca 1938 roku został zamordowany przez członków beduińskiego plemienia na drodze do kibucu Allonim. Jego zabójca, Qasim al-Tabbasz został ujęty w 1942 roku przez członków Palmach, skazany przez sąd wojenny i stracony.

## Znaczenie
Alexander Zaïd współtworząc i organizując żydowskie organizacje samoobrony Bar Giora i Ha-Szomer, przyczynił się w proces kształtowania izraelskich sił zbrojnych. Na jego cześć nazwano moszaw Bet Zajid.